# Linda Yaccarino
Linda Yaccarino (sinh ngày 21 tháng 12 năm 1963) là một nhà điều hành truyền thông người Mỹ. Bà từng là chủ tịch mảng quảng cáo toàn cầu và cộng tác của NBCUniversal. Vào ngày 5 tháng 6 năm 2023, Yaccarino kế nhiệm Elon Musk với vai trò CEO của X Corp., một phần của Twitter.

## Đầu đời và học vấn
Yaccarino lớn lên ở Deer Park, New York. Bà là người gốc Ý. Yaccarino tốt nghiệp Khoa Truyền thông Donald P. Bellisario thuộc Đại học Bang Pennsylvania với bằng cử nhân viễn thông năm 1985.

## Sự nghiệp

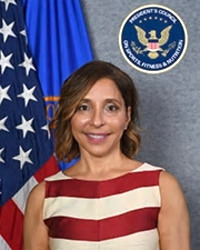
Yaccarino's
năm 2018

Yaccarino hoạt động tại Turner Entertainment gần 20 năm, trở thành phó chủ tịch điều hành và giám đốc điều hành bộ phận kinh doanh quảng cáo, bà giúp phát triển các quảng cáo mới và chiến lược tiếp thị. Yaccarino gia nhập NBCUniversal vào tháng 10 năm 2011. Là người đứng đầu bộ phận bán hàng quảng cáo của NBCUniversal, bà đóng vai trò chủ chốt trong việc ra mắt dịch vụ phát trực tuyến Peacock.
Yaccarino gia nhập Hội đồng Quảng cáo vào năm 2014. Năm 2018, Tổng thống Donald Trump bổ nhiệm bà vào Hội đồng của Tổng thống về Thể thao, Thể hình và Dinh dưỡng. Yaccarino trở thành chủ tịch của ban giám đốc Hội đồng Quảng cáo vào tháng 1 năm 2021, nhiệm kỳ kết thúc ngày 30 tháng 6 năm 2022. Khi là chủ tịch, Yaccarino hợp tác với chính quyền Biden vào năm 2021 để tạo ra một chiến dịch vắc-xin COVID-19 với sự góp mặt của Giáo hoàng Phanxicô. Bà còn chủ trì lực lượng đặc nhiệm Tương lai về Công việc của Diễn đàn Kinh tế thế giới (WEF).
Yaccarino từ chức ở NBCUniversal vào ngày 12 tháng 5 năm 2023, cùng ngày Elon Musk cho biết Yaccarino sẽ giữ chức CEO của X Corp. và Twitter. Trước việc bổ nhiệm này, tờ Financial Times tỏ ra hoài nghi của Musk về WEF và mối liên hệ của Yaccarino với tổ chức mà ông phê phán là "sẽ trở thành một chính phủ thế giới không được bầu". Musk trấn an người dùng là ông không nghĩ mối liên hệ của Yaccarino với WEF là trở ngại đối với cam kết tự do ngôn luận mà ông tuyên bố, về việc bổ nhiệm Yaccarino giữ chức CEO Twitter ông viết "cam kết tính minh bạch tài liệu công khai và thừa nhận nhiều quan điểm lớn không thay đổi." Yaccarino được cho là một người được địa vị theo chỉ định của Trump và theo dõi một số tài khoản theo thuyết âm mưu và cực hữu trên Twitter. Dưới sự lãnh đạo của Musk và Yaccarino, nền tảng này nổi tiếng vì gia tăng các phát ngôn thù hận và được coi là cực hữu.

## Đời tư
Yaccarino kết hôn với Claude Madrazo và có hai người con. Họ sinh sống ở Sea Cliff, New York.